# Michael Hill (tennis)
Pour les articles homonymes, voir Michael Hill et Hill.
Michael Hill, né le 30 juin 1974 à Sydney, est un ancien joueur de tennis professionnel australien. Il a surtout brillé en double.
Il a obtenu sa meilleure performance en Grand Chelem à Roland-Garros en atteignant la demi-finale en 2001.

## Palmarès

### Titres en double messieurs
| No | Date       | Nom et lieu du tournoi          | Catégorie   | Dotation  | Surface      | Partenaire   | Finalistes                    | Score     |          |
| -- | ---------- | ------------------------------- | ----------- | --------- | ------------ | ------------ | ----------------------------- | --------- | -------- |
| 1  | 20-11-2000 | The Samsung Open Brighton       | Int' Series | 375 000 $ | Dur (int.)   | Jeff Tarango | Paul Goldstein Jim Thomas     | 6-3, 7-5  |          |
| 2  | 09-04-2001 | Grand-Prix Hassan II Casablanca | Int' Series | 325 000 $ | Terre (ext.) | Jeff Tarango | Pablo Albano David Macpherson | 7-62, 6-3 | Parcours |
| 3  | 22-04-2002 | Open Seat Godó Barcelone        | Series Gold | 955 000 $ | Terre (ext.) | Daniel Vacek | Lucas Arnold Ker Gastón Etlis | 6-4, 6-4  | Parcours |

### Finales en double messieurs
| No | Date       | Nom et lieu du tournoi                           | Catégorie   | Dotation  | Surface      | Vainqueurs                       | Partenaire   | Score          |          |
| -- | ---------- | ------------------------------------------------ | ----------- | --------- | ------------ | -------------------------------- | ------------ | -------------- | -------- |
| 1  | 09-10-2000 | Japan Open Tennis Championships Tokyo            | Series Gold | 700 000 $ | Dur (ext.)   | Mahesh Bhupathi Leander Paes     | Jeff Tarango | 6-4, 61-7, 6-3 | Parcours |
| 2  | 12-02-2001 | Open 13 Marseille                                | Int' Series | 475 000 $ | Dur (int.)   | Julien Boutter Fabrice Santoro   | Jeff Tarango | 7-67, 7-5      | Parcours |
| 3  | 09-07-2001 | UBS Open Gstaad                                  | Int' Series | 575 000 $ | Terre (ext.) | Roger Federer Marat Safin        | Jeff Tarango | 0-1, ab.       | Parcours |
| 4  | 16-07-2001 | MercedesCup Stuttgart                            | Series Gold | 700 000 $ | Terre (ext.) | Guillermo Cañas Rainer Schüttler | Jeff Tarango | 4-6, 7-61, 6-4 | Parcours |
| 5  | 20-05-2002 | International Raiffeisen Grand Prix Sankt Pölten | Int' Series | 356 000 $ | Terre (ext.) | Petr Pála David Rikl             | Mike Bryan   | 7-5, 6-4       | Parcours |
| 6  | 08-07-2002 | Swedish Open Båstad                              | Int' Series | 356 000 $ | Terre (ext.) | Jonas Björkman Todd Woodbridge   | Paul Hanley  | 7-66, 6-4      |          |

## Résultats en Grand Chelem

### En double mixte
| Année | Open d'Australie | Open d'Australie | Roland-Garros | Roland-Garros | Wimbledon | Wimbledon | US Open                         | US Open                      |
| 2001  |                  |                  | -             | -             |           |           | 2e tour (1/8) Patricia Tarabini | Elena Tatarkova Mark Knowles |

Sous le résultat, la partenaire ; à droite, l'ultime équipe adverse.